# Tintia (ruisseau)
Le Tintia est un petit ruisseau de Belgique qui nait à Gosselies, traverse Heppignies, Wayaux, Mellet, Thiméon et se jette dans le Piéton à Viesville. Il a sept affluents : Taravisée, Piersou, Villers, Péreupont, Monplaisir, Leûs et Thiméon.

## Tintia
50° 27′ 36,5″ N, 4° 28′ 05,1″ E
Le ruisseau Tintia a plusieurs autres appellations : ruisseau Batte, Biérau, Baty des Sorcières, Mitan, Amondrées ou Amoudries.
Le ruisseau Tintia naît à 180 mètres d'altitude au Champs des près Pouet à Jumet entre Gosselies et Ransart. Il passe sous la rue de la Limite à Jumet, sous la N568 (rue Ransart / Route de Gosselies), marque la limite est de l'aéroport de Charleroi-Bruxelles-Sud de la section C de la division no 23 de Gosselies, traverse le hameau du Champ des Amoudrais, marque la limite nord du cimetière de Fonteny de Gosselies et passe sous la rue Charles Lindbergh. 
Il traverse le Champ des Amoudrais à Heppignies, passe sous l’aire de repos des Amoudries de l'A15 (E42), longe le lieu-dit de la Couture de l’Olive à Heppignies, passe sous la rue Trou à la Vigne et longe le complexe sportif au lieu-dit Les Main Prés. Il traverse le lieu-dit Le Banet et reçoit le ruisseau Taravisée, délimitant la frontière entre Heppignies et Wayaux,,.

## Taravisée
50° 28′ 22,2″ N, 4° 28′ 02,9″ E
Le ruisseau Taravisée (Haute-Bise ou Saint-Jean) naît à 170 mètres d'altitude au nord de l’étang de l’Institut de Pathologie et de Génétique au lieu-dit Champ de Haute-Bise à Gosselies. Il passe sous l’A15 (E42), s'introduit dans la section B de la division no 5 de Wayaux, traverse le hameau du Cense du Château, passe sous la rue Edouard Lacroix, traverse le lieu-dit Le Banet à Mellet et se jette dans le Tintia. 
Le Tintia passe entre le Champ du Bragnard à Mellet où il reçoit le ruisseau Piersou. 

## Piersou
50° 27′ 54,1″ N, 4° 27′ 10,5″ E
Le ruisseau Piersou a plusieurs autres appellations : Piersaulx, Moulin de Wayaux, et Min de Wayaux. Il naît à 180 mètres d'altitude au domaine du Bois-Lombut à Gosselies, passe sous l’A15 (E42), s'introduit dans Wayaux, traverse le Bruhaucouture, s'introduit dans le champ du Bragard à Mellet et se jette dans le Tintia. 
Le Tintia traverse le champ du Bragard, passe sous la rue de Wayaux et reçoit le ruisseau Villers à Mellet. 

## Villers
50° 31′ 48,6″ N, 4° 29′ 01,6″ E
Le ruisseau Villers naît à 160 mètres d'altitude au Bois de la Hutte de la section F de la division no 4 de Sart-Dames-Avelines. Il passe sous la rue Warchais de la section B de la division no 3 de Villers-Perwin. Il passe sous la rue de la Couronne. Il passe sous la rue Mellet-la-Neuve de la section A de la division no 4 de Mellet. Il passe sous la rue Léon Marcier, la rue de Fleurus, la rue Herbert Hoovert et se jette dans le Tintia à Mellet.  
Le Tintia traverse le Prés de Saint Jean où il reçoit le ruisseau de Pérepont et le ruisseau Blanchisserie qui naît des étangs d'élevage de truites à Mellet. 

## Péreupont
50° 28′ 57,3″ N, 4° 26′ 53,9″ E
Le ruisseau Péreupont naît à 170 mètres d'altitude à l'échangeur routier de la A15 (E42) formant l’étang de Robesse au Hameau du Champ dit Hutry à Gosselies. Il passe sous la rue du Pont à Migneloux, longe le lieu-dit Champ dit Long, passe sous la rue du Pont à Migneloux (Wayaux), le lieu-dit Couture de Posté (Wayaux), traverse le Prés Saint Jean à Mellet et se jette dans le ruisseau de la Blanchisserie et le Tintia à Mellet. 
Le Tintia passe sous le pont à Mignetoux, puis sous la N5 et reçoit le ruisseau de Monplaisir à Thiméon. 

## Monplaisir
50° 30′ 43,1″ N, 4° 26′ 31,9″ E
La source du ruisseau de Monplaisir naît à 160 mètres d'altitude au lieu-dit « Le Trou de Fleurus » à Liberchies. À 200 mètres du chemin du Vicus, un étang de pêche appelé « étang des Fouilles » a été aménagé. Le ruisseau de Monplaisir traverse le lieu-dit Les Bruyères, passe sous la chaussée romaine de Brunehaut, traverse le Champ de Bouvillers, reçoit les eaux qui sortent à la résurgence « Fontaine des Turcs » puis reçoit le ruisseau de Brunehault à Liberchies.

## Brunehault
50° 30′ 22,1″ N, 4° 25′ 53,6″ E
Le ruisseau Brunehault naît à 160 mètres d'altitude entre l’ancien prieuré dominicain de Brunchaud et l’ancien fort Geminiacum au Hameau de Brunehault à Liberchies. Le ruisseau passe sous le chemin de la Tuilerie (rue Monplaisir) et se jette dans le ruisseau de Monplaisir à Liberchies. 
Le ruisseau Monplaisir passe sous le chemin de la Tuilerie (rue Monplaisir) à Mellet et se jette dans le Tintia à Thiméon. 
Le Tintia traverse les Prés Saint-Jean, les Prés du Neuf-Pont, les Pressois et reçoit le ruisseau Leûs à Thiméon. 

## Leûs
50° 29′ 56,5″ N, 4° 25′ 41,8″ E
Le ruisseau « Ri aux Leûs » naît à 140 mètres d'altitude au lieu-dit « Les Terres au-dessus de la Commune » à Thiméon. Le Leûs traverse les Pressois et se jette dans le Tintia à Thiméon. 
Le Tintia traverse le lieu-dit « La Commune », s'introduit dans le Village de Thiméon, passe sous la N586 et reçoit le ruisseau de Thiméon à Thiméon.

## Thiméon
50° 28′ 49,6″ N, 4° 25′ 33,3″ E
Le ruisseau Thiméon naît à 150 mètres d'altitude dans le Pré des Agasses dans les Marlaires-Commune Estienne à Thiméon, passe sous la rue des Agasses, se dirige vers le croisement de la rue Commine Estinne et la rue Jean Lorette, longe celle-ci, puis la rue des Vignobles, la place du Centre, la rue Destrée et se jette dans le Tintia à Thiméon. 
Le Tintia passe sous l’A54 et s'introduit dans Viesville. Il traverse la rue des Arbalestriers à Viesville et entre dans le village. En 1778, sa largeur était de 6 à 7 pieds de largeur, sur 5 de profondeur, dont 3 à 4 d’eau. Le Tintia passe sous la passerelle piétonne qui relie la rue de l’Espeche à la rue Godron, passe  dans la vallée qui sépare le Champ de la Boelle (rive droite) du Champ des Dix Bonniers Champ (rive gauche) puis se jette dans le Piéton à Viesville.